# Gorom-Gorom
Gorom-Gorom este un oraș din nordul Burkinei Faso.